# Kardinalpassionsblomma
Kardinalpassionsblomma (Passiflora vitifolia) är en art i passionsblomssläktet inom familjen passionsblommeväxter från Venezuela, Colombia, Ecuador och Peru). Den odlas ibland som krukväxt för sina vackra blommor.
Arten är en städsegrön klättrande buske som kan växa sig mycket stor. Stammarna är cylindriska och täckta med rödbruna hår som unga. Bladen är treflikiga, upp till 15 cm långa och 18 cm breda. Blommorna kommer ensamma i bladvecken och blir upp till 9 cm i diameter. Frukten är ett bär som kan bli 5 cm långt och 3 cm i diameter, den innehåller många frön.

## Synonymer
- Macrophora sanguinea (Sm.) Raf.
- Passiflora buchananii (Lem.) Triana & Planch.
- Passiflora punicea Ruiz & Pav. ex DC.
- Passiflora sanguinea Sm.
- Passiflora serrulata var. pubescens Griseb.
- Passiflora servitensis H. Karst.
- Passiflora servitensis var. bracteosa H. Karst.
- Passiflora vitifolia var. bracteosa (H. Karst.) Killip
- Passiflora vitifolia var. cassiquiarensis M. Roem.
- Tacsonia buchananii Lem.
- Tacsonia sanguinea (Sm.) DC.